# جوزيف جيمس فليتشير
جوزيف جيمس فليتشير (بالإنجليزية: Joseph James Fletcher)‏ هو محرر أسترالي، ولد في 7 يناير 1850 في أوكلاند في نيوزيلندا، وتوفي في 15 مايو 1926.